# 팔라울리구
팔라울리구(Palauli)는 사모아의 행정구로 사바이섬 남부에 위치한다. 행정 중심지는 바일로아이며 면적은 523km2, 인구는 8,984명(2001년 기준)이다. 사투파이테아구를 사이에 두고 서로 떨어져 있다.